# 더 피플 대학교

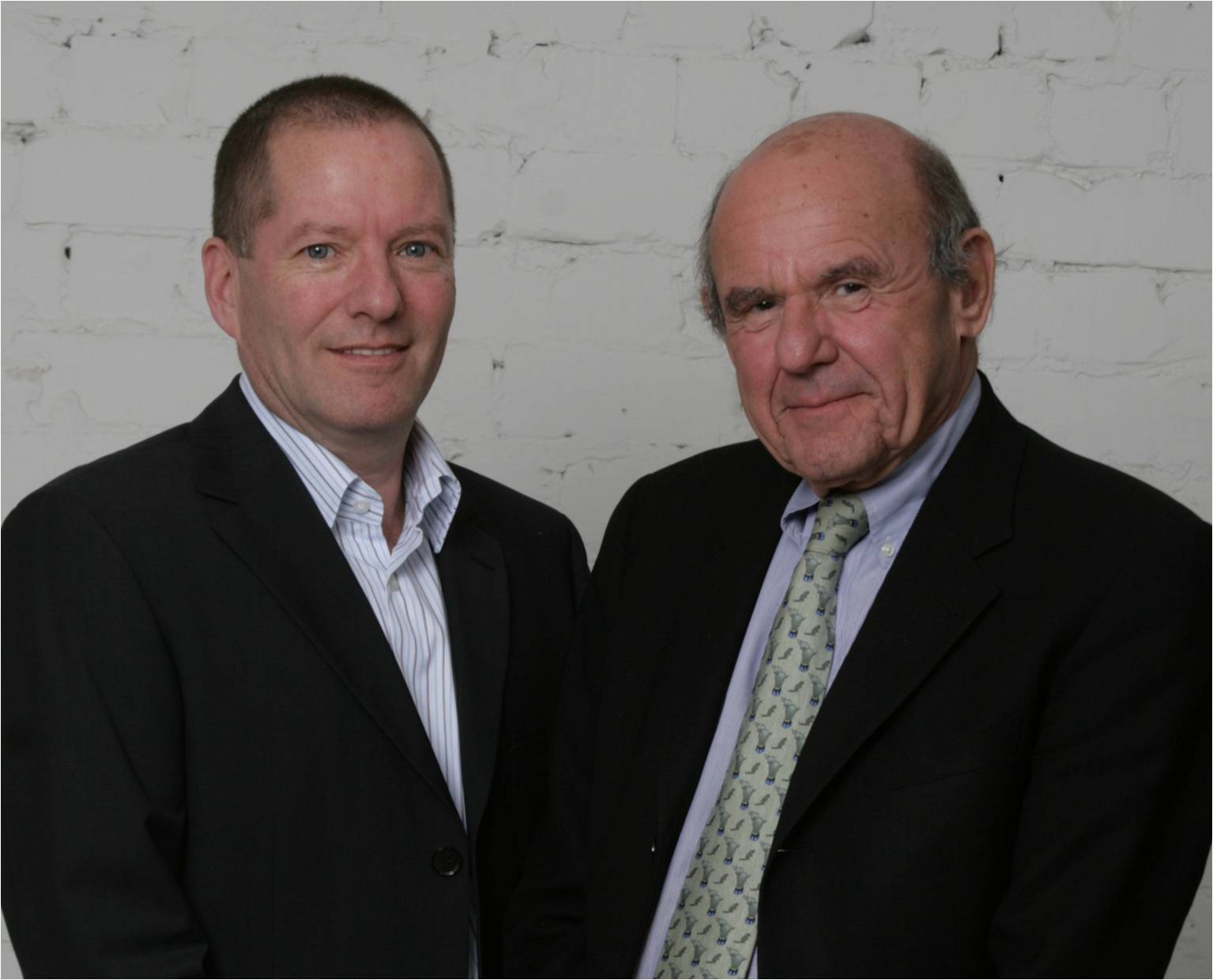
피플 대학교 총장 샤이 레셰프와 학장 데이비드 코헨

더 피플 대학교(University of the People)는 캘리포니아의 패서디나에 사무실을 둔 비영리 사립 비대면 교육 대학이다. 사업가인 샤이 레셰프에 의해 2009년에 설립되었다.

## 역사
더 피플 대학교는 2009년 1월에 유태계 교육 사업가 샤이 레셰프에 의해 만들어졌다. 더 피플 대학교는 온라인 원격 학습이라는 특성 때문에 캠퍼스가 따로 없지만 현재 캘리포니아의 한 공용 사무실을 입학 사무실로 사용하고 있다.

## 인가
더 피플 대학교는 DEAC(원격교육인가위원회)에 의해 국가적 인가를 받았다. 또한 캘리포니아주 사립고등교육기관의 승인을 받았다.

## 순위
2020년 1월, 더 피플 대학교는 웹보메트릭스 세계 대학교 순위(Webometrics Ranking of World Universities)에서 5,868위를 차지했다.

## 등록금
더 피플 대학교는 따로 수업료를 부과하지는 않지만, 학생들은 코스 평가를 위해 행정상 필요한 비용을 약간 지불해야 한다. 여기에는 지원서 처리나 기말 시험 평가에 대한 비용이 포함된다. 그러나 행정 비용을 감당할 수 없는 학생들은 장학금을 받을 수도 있으며, 유엔 난민 기구에 따르면 더 피플 대학교는 난민을 위한 장학금도 제공하고 있다.대학원 과정은 내부 장학금이 없으며, 과목당 350달러를 지불해야한다

## 참고 문헌
1. ↑  Lewin, Tamar (2009년 1월 25일). “Israeli Entrepreneur Plans a Free Global University That Will Be Online Only”. 《New York Times》. 2009년 5월 30일에 확인함.
2. ↑  “It's Time to Give Back”. Inc. 2009년 4월 20일. 2017년 5월 17일에 확인함.
3. ↑  “It's Time to Give Back”. Inc. 2009년 4월 20일. 2017년 5월 17일에 확인함.
4. ↑  “An online university - with no fees”. 《theguardian.com》. 2009년 10월 6일. 2017년 5월 17일에 확인함.
5. ↑  “Online University For All Balances Big Goals, Expensive Realities”. 《NPR.org》 (영어). 2018년 1월 23일에 확인함.
6. ↑  “BPPE - University of The People”. 2018년 4월 1일에 원본 문서에서 보존된 문서. 2019년 3월 20일에 확인함.
7. ↑  “University of the People”. Webometrics Ranking of World Universities. 2020년 2월 22일에 확인함.
8. ↑  “University of the People Online Tuition Free Degrees”. 《Scholarships For Development》. 2017년 11월 27일.
9. ↑  “Simone Biles speaks out about Nassar verdict in emotional interview with Hoda Kotb”. Today. 2018년 2월 1일에 확인함.
10. ↑  Coughlan, Sean (2016년 7월 19일). “Refugees study at online 'university of anywhere'”. 《BBC News》 (영국 영어). 2018년 8월 19일에 확인함.
11. ↑  Malo, Sebastien. “Between shelling and displacement, Syrian students seek degrees online”. 《U.S.》 (미국 영어). 2018년 8월 19일에 확인함.
12. ↑  “Cities #WithRefugees*”. United Nations High Commissioner for Refugees. 2018년 8월 18일에 확인함.